# Holborner Bach
Der Holborner Bach ist ein etwa ein Kilometer langer orographisch linker Zufluss des Steinbaches im rheinland-pfälzischen Landkreis Kaiserslautern auf dem Gebiet der zur Verbandsgemeinde Otterbach-Otterberg gehörenden Ortsgemeinde Niederkirchen.

## Verlauf
Der Holborner Bach entspringt im Naturraum Untere Lauterhöhen des Nordpfälzer Berglandes auf einer Höhe von 342 m ü. NHN am nordöstlichen Fuße des Elkenknopfs (426,8 m). Seine Quelle liegt in der Flur Im unteren Sickenthal am Nordrand des zum Niederkirchener Ortsbezirk Heimkirchen gehörenden Wohnplatzes Holbornerhof.
Der Bach fließt begleitet von der Kreisstraße 31 in nördlicher Richtung durch einen Ackerlandstreifen und dann durch Grünland. Früher betrieb er dort in der Flur Mühlwald die Holborner Mühle. Der Bach quert nun die K 31, zieht dann gesäumt von spärlichen Gehölz in einem Grünstreifen nordwärts durch ein Tal am Osthang des Eulenbergs (396 m) entlang und mündet schließlich auf einer Höhe von 331 m in der Flur In der Bauerndell am Südzipfel des Dorfes Heimkirchen von links in den aus dem Osten kommenden Steinbach.

## Daten
Der Holborner Bach hat ein Einzugsgebiet von 1,522 km² und entwässert über den Steinbach, den  Odenbach, den Glan, die Nahe und den Rhein in die Nordsee. Der Höhenunterschied von seiner Quelle bis zu seiner Mündung beträgt 49 m, was bei einer Lauflänge von 0,867 km einem mittleren Sohlgefälle von 56,5 ‰ entspricht.